# 君帰
君帰（きみがえり）は、新潟県南魚沼市の地名。郵便番号は949-6601。
源義経がこの地を去る時、村人達が君、帰りおわすか…（君＝義経のこと）と別れを惜しんで見送ったことが君帰の地名の由来と言われている。

## 君帰観音堂
和銅年間（708年 - 715年）に泰澄大師が阿弥陀如来像を安置し大日堂を建立したことが始まりであり、文治3年（1187年）、修験者主従（源義経一行）が京都から追われ奥州平泉（岩手県平泉町）に下向する途中、大日堂に滞在し、背負ってきた観世音菩薩像と紺紙金泥の経巻を寺に納めて立ち去ったとされる。
現在の本尊は、そのとき寄進された聖観音立像である。
鎌倉時代建久7年（1196年）越後国主出雲守真垣（いずものかみまがき）の娘泰代が義経公観音の慈悲にすがるため、当初稲場平大日堂の聖観世音菩薩像を安置するための三間半四面の堂宇（庵寺）を建立し、承久2年（1220年）5月18日入仏供養したとされている。
江戸時代寛永年間（1624年 - 1643年）より改築をはじめ宝永2年（1705年）現観世音堂（堂宇五間×五間）が完成した。
- 聖観音立像はカツラ材1本造り、丈四尺八寸六分（約1.47m）、背裏に承久2年（1220年）5月18日の銘が書れている。
- 33年ごとの御開帳する秘仏で新潟県指定重要文化財に指定されている。
- 本尊阿弥陀如来像は、長福寺が越後一揆に加担したため、堀丹後守に焼き払われ、現在の場所に移動したと言われており、元あったとされている場所付近には土台が残っている。
- 観音堂は2008年7月31日に修復建設がされた。
- 2018年8月17日午前11時に３３年ぶりのご開帳がされ、8月19日午前11時に閉扉された。

## 環境
自然が豊かで夏になると蛍が出ていたが、蟻子山麓の整備による環境変化により、蟻子山付近の蛍は見られなくなった。
また、2011年7月末の大雨による土砂災害により、ほぼ全滅してしまった。

## 言い伝え
また、昔悟りを開いた僧が厳しい修行を終え、村人に自身を生き埋めにするよう依頼したという古い言い伝えがこの村にはある。
現在、その墓は君帰墓地の中心付近にある。

## その他
君帰観音堂付近にある（本を読んでいる）像は首の部分が壊れていたが、現在は修復されている。

## 世帯数と人口
2018年（平成30年）2月28日現在の世帯数と人口は以下の通りである。
| 大字 | 世帯数 | 人口  |
| ---- | ------ | ----- |
| 君帰 | 76世帯 | 226人 |

## 小・中学校の学区
市立小・中学校に通う場合、学区は以下の通りとなる。
| 番地 | 小学校               | 中学校                 |
| ---- | -------------------- | ---------------------- |
| 全域 | 南魚沼市立北辰小学校 | 南魚沼市立六日町中学校 |